# Partido Socialrrevolucionario de Izquierda
El Partido Socialrevolucionario de Izquierda (en ruso: Партия левых социалистов-революционеров), cuyos partidarios eran llamados a veces socialrevolucionarios de izquierda, SR de izquierda o eseristas de izquierda, fue un partido formado por la escisión de la fracción más izquierdista del Partido Social-Revolucionario (PSR) ruso tras el II Congreso de los Sóviets, que creó su propia organización en diciembre de 1917, mes en el que entró a formar parte del Gobierno revolucionario bolchevique (Sovnarkom) constituido a raíz de la Revolución de Octubre. El partido mantuvo la alianza de Gobierno con los bolcheviques hasta la firma de la Paz de Brest-Litovsk y favoreció la extensión de la autoridad de aquel en el campo, pero entró en decadencia en el verano de 1918 tras la persecución gubernamental por el fallido alzamiento de julio.
La crisis sufrida por el PSR, incapaz de plantear un plan coherente para acabar con la guerra, condujo a la división del partido en noviembre de 1917. Los elementos más populares del antiguo partido pasaron en su mayoría al nuevo PSRI. Los miembros de la corriente que acabó formándolo habían mantenido durante la Revolución de Octubre una postura igual a la de los bolcheviques, participando en la agitación a favor de la disolución del Gobierno Provisional Ruso, del traspaso del poder a los sóviets y presidiendo el Comité Militar Revolucionario.
En diciembre la fracción se constituyó en partido político separado del PSR y al poco tiempo ingresó en el nuevo Gobierno soviético. Aunque se desconoce el alcance real de la escisión desencadenada por el Comité Central del PSR se considera que fue notable y privó al PSR de la mayor parte de sus elementos más radicales y de la mayoría de su respaldo entre los soldados, mientras que la intelectualidad permaneció mayoritariamente en el antiguo partido y el campesinado se dividió entre las dos formaciones. La alianza entre bolcheviques y socialrevolucionarios de izquierda duró hasta mediados de marzo de 1918, cuando los segundos abandonaron el Gobierno en protesta por la firma del Tratado de Brest-Litovsk.
El partido supervisó la reforma agraria aprobada por el Gobierno a finales de 1917. Las reformas legales que avalaron los cambios en el campo aumentaron el apoyo al régimen soviético en el agro ruso. En la primavera su influencia creció, mientras el respaldo de los bolcheviques decrecía. En mayo la relación entre bolcheviques y socialrevolucionarios empeoró notablemente por las acciones de aquellos en política interior, lo que se unió a los desacuerdos sobre política exterior.
El comité central prefirió presionar a los bolcheviques exigiendo la convocatoria de un nuevo congreso de los sóviets unificados, confiando en someter la política del Gobierno a dura crítica en el mismo. A pesar de las estimaciones previas al congreso, los bolcheviques se aseguraron una amplia mayoría, lo que eliminó las esperanzas del PSRI de modificar la política del Gobierno. Esta desilusión, la sensación de peligro de los dirigentes del partido y el convencimiento de que el asesinato del embajador alemán mediante un acto terrorista en la tradición socialrevolucionaria llevaría a una reanudación de las hostilidades con el imperio condujeron a la precipitada decisión de llevar a cabo el homicidio.
Lenin aprovechó la acción socialrevolucionaria, que puso brevemente en graves apuros a su Gobierno ante Alemania, para eliminar definitivamente al PSRI como rival político. Aunque sobrevivió de manera residual hasta 1923-1924, el partido no se recuperó de la represión sufrida a manos de los bolcheviques durante el verano y el otoño de 1918.

## Antecedentes
La fracción del Partido Social-Revolucionario que más tarde se escindió de este comenzó a formarse tras la Revolución de Febrero de 1917, agrupaba a los elementos más radicales del partido y se destacó ya en el I Congreso Panruso de los Sóviets de mediados de mayo de 1917 por su postura cercana a la de los bolcheviques, mientras el grueso del partido se alineaba con los mencheviques. Su origen eran aquellos miembros del partido que se habían opuesto a la mayoría defensista del partido durante la Primera Guerra Mundial, principalmente los que habían adoptado una posición derrotista. Los socialrrevolucionarios de izquierda eran especialmente fuertes en la organización de Petrogrado, donde se opusieron a la continuación de la Primera Guerra Mundial defendida por la fracción centrista del partido ya desde mediados de abril. Eran además fuertes desde mediados de la primavera en el comité de la región norte (con Borís Kamkov, Prosh Proshián o el veterano Mark Natansón), en Kazán, Kronstadt, Helsinki o en Járkov.
Más tarde se convirtieron en la principal corriente en importantes provincias rurales del interior ruso, lugares donde los socialrrevolucionarios gozaban del favor de la población. Ya en el tercer congreso del partido en mayo, eran una fracción numerosa e importante, aunque no fue hasta la crisis del otoño y la Revolución de Octubre cuando su respaldo abarcó todo el país. Durante el verano de 1917, fue cobrando fuerza entre los comités de soldados, tanto en el interior del país como en el frente.
A la cabeza de la fracción que luego se convirtió en partido separado, se hallaba una serie de jóvenes dirigentes, provenientes del exilio (Borís Kamkov), de Siberia (Mariya Spiridónova) o de las actividades de agitación entre la población (Prosh Proshián). La dirección del PSR, por el contrario, contaba con representantes más veteranos y conservadores, que condujeron al partido a la alianza con los liberales. Esta llevó al partido a compartir el poder gubernamental pero, a la vez, puso en riesgo su apoyo entre la población. Según avanzaba el año, la dirección del PSR se alejaba cada vez más del sentir de sus seguidores y de sus afiliados de base, lo que favorecía a la corriente izquierdista. El número de organizaciones y comités socialrrevolucionarios que seguían las consignas de la fracción izquierdista crecía, tendencia que se acentuó a comienzos del otoño. En general, mientras que campesinos, obreros y soldados se acercaban a las posiciones de la izquierda del partido, la intelectualidad continuaba respaldando la línea oficial del PSR. El comité ejecutivo del mayor sindicato ferroviario, el Vikzhel, elegido el 23 de agosto, contaba con mayoría de socialrrevolucionarios de izquierda. Durante los congresos de los sóviets regionales, nacionales o provinciales celebrados entre agosto y noviembre fue la división efectiva de los socialrrevolucionarios y la fortaleza de los de izquierda la que permitió a menudo la aprobación de mociones izquierdistas gracias a los votos de estos y de los bolcheviques.
Los izquierdistas se declaraban únicos representantes del programa del partido, proclamaban el carácter socialista y no burgués de la revolución, exigían la ruptura de la colaboración con esta y la aplicación inmediata de la socialización de la tierra, primero con su entrega a los comités de tierras y después a los propios campesinos. Se oponían además a la continuación de la guerra, incluso si ello suponía la firma de una paz separada con los Imperios Centrales. En política industrial, propugnaban la concesión de diversos derechos (de sindicación, de sueldos dignos, de jornadas de ocho horas) y el control obrero de las fábricas y tuvieron un papel relevante en los comités fabriles. Internacionalistas, deseaban la extensión de la revolución a los demás países. Abogaban por la transferencia del poder gubernamental a los sóviets, convencidos de que el Gobierno provisional no aplicaba las reformas que consideraban necesarias.
Tras el fallido golpe de Kornílov, esta corriente se hizo definitivamente con el control de la organización socialrrevolucionaria en la capital, tradicionalmente más radical que la de otras localidades. Su crecimiento dentro del PSR los llevó a albergar esperanzas de llegar a controlarlo, lo que retrasó su escisión.
Los socialrrevolucionarios de izquierda ingresaron en el nuevo Comité Militar Revolucionario de Petrogrado (CMR) formado en octubre con el objetivo de hacer avanzar la revolución y a la vez moderar las acciones de los bolcheviques; uno de sus miembros, P. Lazimir, que había desempeñado un papel destacado en las medidas contra Kornílov y presidía la sección militar del Sóviet de Petrogrado, lo presidió oficialmente. Numerosos socialrrevolucionarios de izquierda, además de bolcheviques y otros activistas sin filiación clara, participaron en las actividades del comité, del que los primeros se retiraron en diversas ocasiones en protesta por las acciones de los bolcheviques. A pesar de la oposición de sus principales dirigentes, muchos socialrrevolucionarios de izquierda participaron finalmente en las acciones contra el desprestigiado Gobierno provisional antes del II Congreso Panruso de los Sóviets, en el que aquellos deseaban traspasar el poder gubernamental a los sóviets. La corriente moderada bolchevique, encabezada por Kámenev y Zinóviev, había contado con la colaboración del ala izquierda de los socialrrevolucionarios para formar una mayoría en la futura asamblea constituyente, proyecto alternativo al levantamiento propuesto por la fracción radical.

## La escisión: el surgimiento de un nuevo partido

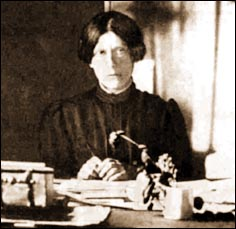
Mariya Spiridónova, icono revolucionario y símbolo del nuevo partido tras la escisión del Partido Social-Revolucionario.

La escisión final de gran parte del ala izquierda de los socialrrevolucionarios para formar un nuevo partido político se debió a la actitud del partido ante el II Congreso de los Sóviets. Al comienzo el PSR se opuso a la convocatoria del nuevo congreso, temiendo que quedase dominado por los extremistas. Viendo más tarde que estos estaban decididos a celebrarlo y que contaría con legitimidad entre gran parte de la población, el partido cambió de postura, pero solo se presentó a las elecciones de delegados allí donde consideraba que tenía posibilidad de salir elegido, habiendo perdido gran parte del antiguo respaldo en las grandes ciudades y en el frente. En estos consejos, la mayoría de los delegados elegidos fueron bolcheviques o miembros del ala izquierda de los socialrrevolucionarios. Al menos la mitad de los delegados socialrrevolucionarios elegidos para el congreso pertenecían a la corriente izquierdista del partido. Ambas delegaciones sumadas contaban con una ligera mayoría en el congreso (alrededor de trescientos setenta o trescientos ochenta delegados de seiscientos cincuenta).
Los representantes de la izquierda del PSR deseaban que el Sóviet de Petrogrado no tomase el poder por sí mismo, sino que el Congreso de los Sóviets formase un nuevo Gobierno socialista que incluyese a los distintos partidos y que apartase a Kérenski del poder sin causar una guerra civil. El congreso debía además ser simultáneo con otro de los consejos de campesinos. A pesar de su presencia en el CMR, se oponían a una insurrección armada.
Durante el Congreso, el 26 de octubrejul./ 8 de noviembre de 1917greg., en plena Revolución de Octubre, el Comité Central del PSR ordenó que sus miembros abandonasen el Comité Militar Revolucionario, centro de la insurrección bolchevique, habiendo antes ordenado la retirada de los delegados del Congreso. Parte del ala izquierda del partido permaneció en el Congreso y se negó a abandonar el Comité Militar y fue expulsada por el Comité central del PSR al día siguiente junto con todos aquellos considerados cómplices del alzamiento bolchevique. Los delegados que permanecieron votaron favorablemente a los decretos sobre la paz y la tierra —este último muy parecido al programa del PSR—, pero se negaron a aceptar un Gobierno exclusivamente bolchevique y exigieron la formación de uno de coalición que incluyese tanto a los socialistas favorables a la Revolución de Octubre como a aquellos que la rechazaban. Se negaron a ingresar en el Sovnarkom, aunque sí aceptaron los veintinueve puestos (frente a los sesenta y siete de los bolcheviques y los veinte de otros grupos menores) en el nuevo Comité Ejecutivo Central Panruso (VTsIK o CEC) surgido del congreso. Permaneciendo fuera del nuevo Gobierno estaban convencidos de poder favorecer la creación de uno de coalición entre socialistas. Los miembros de la corriente que acabó formando el PSRI habían mantenido durante la rebelión una postura igual a la de los bolcheviques, participando en la agitación a favor de la disolución del Gobierno Provisional Ruso, del traspaso del poder a los sóviets y presidiendo el Comité Militar Revolucionario. Opuestos en el último momento a la toma bolchevique del poder, respaldaron esta a regañadientes ante la posibilidad del aplastamiento de la Revolución, la vuelta del Gobierno Provisional o el desencadenamiento de la contrarrevolución. Sus votos, junto con los de los bolcheviques, habían sido cruciales para aprobar el derrocamiento del Gobierno provisional y la toma del poder en el congreso. Durante los intentos de Kérenski de retomar el control de la capital con tropas del frente, que fracasó en los combates en las afueras de la capital, los socialrrevolucionarios de izquierda colaboraron también con los bolcheviques. Lo mismo sucedió en los duros enfrentamientos de Moscú, en los que desempeñaron un papel destacado.
A continuación, el Comité Central del PSR comenzó a disolver agrupaciones locales consideradas rebeldes, comenzando por la mayor del país, la de la capital, con alrededor de cuarenta y cinco mil miembros. Pocos días después, continuó la disolución de agrupaciones en el resto del país (8 de noviembrejul./ 21 de noviembre de 1917greg.). Aunque se desconoce el alcance real de la escisión desencadenada por el Comité Central del PSR se considera que fue notable y privó al PSR de la mayor parte de sus elementos más radicales y de la mayoría de su respaldo entre los soldados, mientras que la intelectualidad permaneció mayoritariamente en el antiguo partido y el campesinado se dividió entre las dos formaciones. En términos geográficos, el nuevo partido formado por los expulsados del PSR consiguió el control de cerca de media docena de provincias, principalmente en Ucrania y la zona de los Urales, de parte de la organización capitalina y de otros puntos aislados del país y comenzó a extenderse también por las provincias rurales. Su primera conferencia como grupo separado, celebrada entre el 6 de noviembrejul./ 19 de noviembregreg. y el 15 de noviembrejul./ 28 de noviembregreg., reunió a representantes de noventa y nueve agrupaciones.

## Características del nuevo partido

### Ventajas e inconvenientes del nuevo partido
La nueva agrupación política, representante del campesinado radical, tenía perspectivas de convertirse en un importante partido en la situación rusa de la época. No contó, sin embargo, con una organización fuerte y heredó del PSR parte de sus defectos como la debilidad de su jefatura, una escasa disciplina y la falta de un programa concreto de acción. Amenazado desde su creación por la disolución por parte del nuevo Gobierno bolchevique, denominado Consejo de Comisarios del Pueblo o Sovnarkom, tenía a la vez que competir con el PSR por el favor del campesinado.
Otra característica del PSRI fue la improvisación en sus acciones, que nunca llegó a superar. Tardío en su formación, para cuando se formó por escisión del PSR el antiguo y amplio respaldo entre los trabajadores y soldados a los socialrrevolucionarios había desaparecido en gran parte, traspasado a los bolcheviques, que se habían opuesto claramente a la continuación de la guerra y al mantenimiento del gobierno de coalición que constituía el Gobierno provisional. Los miembros del PSRI también habían sostenido la misma postura, pero no la habían defendido abiertamente para mantener la unidad del PSR. Los intentos de formar una nueva organización en medio de la revolución no lograron crear una estructura sólida que, además, siempre estuvo amenazada por la superior organización y dirección bolcheviques, teóricamente aliada tras las primeras semanas, pero esencialmente peligrosa para el PSRI. Durante su corta historia, el PSRI quedó subordinado al partido bolchevique, incapaz de utilizar su creciente importancia en el campo en poder político efectivo. Su reticencia a romper definitivamente con el PSR y sus continuos cambios de táctica frente a los claros lemas bolcheviques le restaron además apoyo en la capital, centro de decisiones de la política rusa en aquel momento.
La dirección del partido nunca fue fuerte, mostrando más ardor juvenil e impetuosidad que madurez y capacidad política. Estuvo formada por una mezcla de agitadores, canallas, soberbios y sinceros revolucionarios, más entregados que capaces. Políticamente nunca lograron hacer sombra a los veteranos revolucionarios bolcheviques. Era una formación idealista y romántica, pero ingenua. La figura principal entre la dirección, más inspiradora que organizadora, era la veterana aunque joven revolucionaria María Spiridónova, convertida para entonces en un icono revolucionario. Entre los miembros con más capacidad de entre los dirigentes de la nueva formación se encontraban Borís Kamkov, honesto e inteligente, y Andréi Lukich Kolegáiev, futuro ministro de Agricultura en el Gobierno de coalición entre bolcheviques y socialrrevolucionarios de izquierda.
Arrastrados por la corriente revolucionaria, eran más partidarios de que esta moldease el poder que al contrario, a diferencia de los bolcheviques, que trataban de controlar y dirigir el extremismo revolucionario a su programa. Tenían una notable influencia anarquista.

### Postura de los socialrrevolucionarios de izquierda

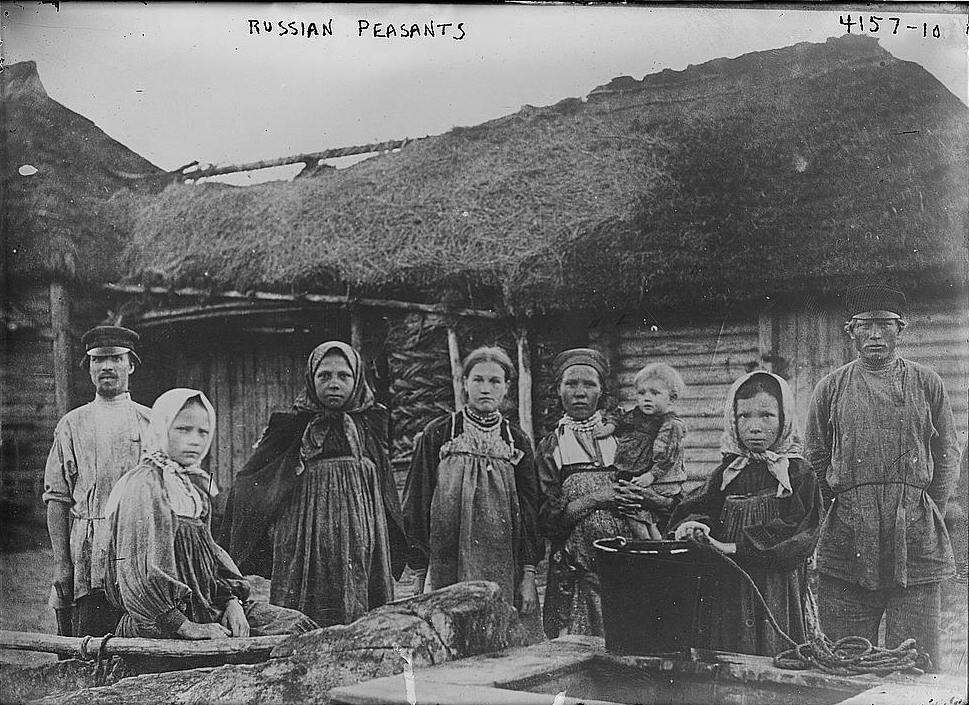
Campesinos rusos. El PSRI se presentaba como su principal representante y único defensor del programa populista frente a la pasividad del PSR. Las reformas que dirigió durante los primeros meses de 1918 otorgaron al Gobierno un importante respaldo en el campo.

Al contrario que el ala derecha del PSR y de su comité central, controlado por aquella, que defendían el mantenimiento del Gobierno de coalición con los representantes de la burguesía y respaldaban al Gobierno provisional, el ala izquierda deseaba acabar con este pero evitar al tiempo la toma del poder por los bolcheviques, la aplicación del programa de estos en el campo y el empeoramiento de la situación nacional que llevase a una guerra civil. Otra diferencia fundamental con el PSR era la oposición tajante del PSRI a la continuación de la guerra, postura que compartía con los bolcheviques.
Defendían con vehemencia los sóviets (consejos) como órganos de poder del Estado, a diferencia del PSR, que los veía como organizaciones transitorias y de clase, formadas por la crisis bélica, pero se oponían a su control por un único partido y deseaban mantenerlos como foros de participación de las distintas corrientes socialistas. Para evitar el control de los sóviets por los leninistas, el PSRI deseaba que se asegurase la participación de los consejos campesinos en los nuevos órganos de poder, ya que la influencia de los bolcheviques en estos consejos era mucho menor que en los de obreros y soldados.
Tanto en agricultura como en industria, defendían la socialización de los medios de producción y la abolición de la propiedad. En agricultura soñaban con una futura colectivización voluntaria. En industria, defendían el control obrero, en ocasiones ejercido a través de sóviets, sindicatos o cooperativas. Tanto la producción como la distribución quedarían coordinadas a nivel nacional (y más tarde internacional, con el esperado triunfo de la revolución mundial) por juntas elegidas por las bases del sistema, organizado federalmente en sus escalones intermedios.
Se diferenciaron fundamentalmente de los bolcheviques en los siguientes aspectos:
- Confiaban en que las nuevas instituciones de gobierno fuesen creadas y controladas por la población y no dirigidas por un grupo de revolucionarios de elite.[55]
- Rechazaban el uso de cualquier medio para alcanzar sus fines,[57] y se oponían a aquellos que consideraban inmorales, especialmente al uso del terror[48][61] como instrumento político.[55] Sosteniendo que la revolución contaba con un apoyo mayoritario entre la población, consideraban el terror como innecesario y perjudicial para aquella.[56]
- Como el resto de populistas rusos, el PSRI era un partido basado en el campesinado, no en el proletariado urbano, a diferencia de las formaciones marxistas.[62] El PSRI era fundamentalmente el partido del campesinado medio,[51] propietario de tierras pero que no empleaba jornaleros, al que deseaba, en un futuro, convertir al ideal cooperativista, pero no por la fuerza ni fomentando las divisiones sociales en el campo, como hicieron los bolcheviques, que favorecieron a los campesinos sin tierra.[62]
- Opuestos radicalmente a la continuación de la guerra al igual que los bolcheviques, no aceptaban cualquier condición para lograr la paz, a diferencia de Lenin y de una fracción del partido bolchevique, lo que llevó a la ruptura de la coalición de gobierno en 1918 por la firma del Tratado de Brest-Litovsk, rechazado por el PSRI.[56]

## Organización y primeros meses

### Surgimiento del partido
El nuevo partido celebró su primer congreso a comienzos de diciembre y en él eligió un comité central de quince miembros y cinco suplentes (19 de noviembrejul./ 2 de diciembre de 1917greg.-28 de noviembrejul./ 11 de diciembre de 1917greg.). Al congreso asistieron ciento dieciséis delegados de noventa y nueve organizaciones locales que habían abandonado en PSR. La dirección quedó dominada por la corriente más moderada del partido. Para entonces, el partido ya había decidido ingresar en el Gobierno junto a los bolcheviques y el VTsIK había aprobado la concesión de la primera comisaría, la de Agricultura, a uno de sus miembros.
Al principio el PSRI defendió la creación de un nuevo Gobierno exclusivamente socialista que incluyese a todas las corrientes y partidos, incluyendo al PSR. La negativa de este a participar y la presión de sus partidarios más extremistas hizo que el partido abandonase esta causa y aceptase negociar con los bolcheviques su entrada en el Gobierno formado durante la revolución, incluso si el resto de formaciones socialistas no ingresaban en él. Para los bolcheviques, la coalición con los socialrrevolucionarios de izquierda representaba una manera de obtener un cierto respaldo campesino.

### Acercamiento a los bolcheviques
Mientras el PSR expulsaba a los izquierdistas del partido, sus distintas corrientes habían participado en las fallidas negociaciones para formar un Gobierno de coalición socialista, impuestas por el comité ejecutivo del principal sindicato ferroviario (el Vikzhel). La idea de un Gobierno de amplia coalición socialista había recibido amplio apoyo, incluso entre los bolcheviques, durante el congreso soviético, en el que inicialmente se había aprobado por unanimidad una moción en este sentido de Mártov. Los radicales bolcheviques —encabezados por Lenin y Trotski— y la fracción conservadora de los socialrrevolucionarios se habían mostrado contrarios a un acuerdo entre el nuevo Gobierno y la oposición socialista. Los socialrrevolucionarios de izquierda, junto con los bolcheviques moderados y la izquierda menchevique, habían tenido un papel crucial en la celebración de las negociaciones gracias a su destacada presencia en el Vikzhel que las había impuesto. Su negativa inicial a ingresar en el Gobierno con los bolcheviques se debió a su deseo de asumir el papel de mediadores entre estos y los socialistas contrarios a la Revolución de Octubre. Tras el fracaso de las negociaciones de coalición y la aprobación de la censura de la prensa en el CEC, los socialrrevolucionarios dimitieron del CMR, aunque permanecieron en aquel.

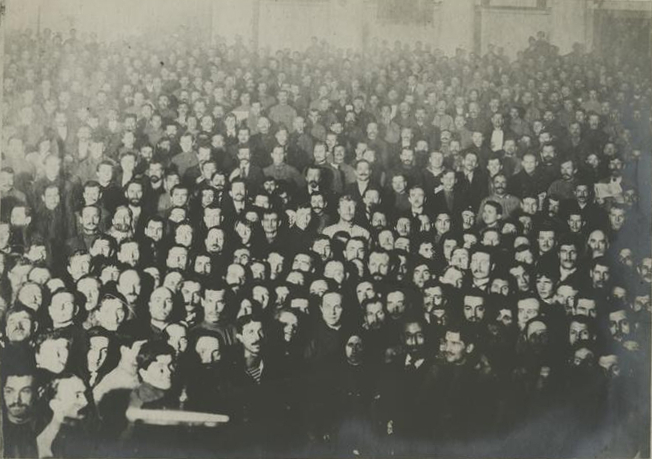
Spiridónova, rodeada de delegados del II Congreso de Sóviets Campesinos, a finales de 1917. El PSRI escindió el congreso con ayuda de los bolcheviques.

Continuando por su parte las conversaciones para ingresar en el nuevo Gobierno, el PSRI exigió la unión del Comité Ejecutivo de los Sóviets de Obreros y Soldados con el de los Sóviets de Campesinos, del que esperaba lograr el control en el inminente segundo congreso, además de limitar el Sovnarkom a funciones ejecutivas y dejar las legislativas en manos de un nuevo Comité Ejecutivo unificado. Lenin, necesitado del respaldo del campesinado, aceptó negociar con estas condiciones. El resultado, sin embargo, no fue tan satisfactorio como anunció el PSRI, ya que el Gobierno quedó imperfectamente controlado por el Comité Ejecutivo Central Panruso. La alianza de bolcheviques y socialrrevolucionarios de izquierda les otorgó a estos, no obstante, el control del escindido II Congreso de Sóviets Campesinos. Este se había convocado el 27 de octubrejul./ 9 de noviembregreg. de común acuerdo entre bolcheviques y socialrrevolucionarios de izquierda, para eliminar la dirección socialrrevolucionaria que aún dominaba el comité ejecutivo de los sóviets de campesinos y que rechazaba la Revolución de Octubre.
Durante sus conversaciones con los bolcheviques que acabaron con su entrada en el Gobierno, exigieron el control del Ministerio de Justicia por su oposición al terror, con la intención de frenarlo y lograron esta cartera para Isaac Steinberg. El objetivo del PSRI al asociarse con los bolcheviques era moderar sus acciones, a la vez que participar en el proceso revolucionario que se avecinaba.
El PSRI formó una coalición con los bolcheviques en el gobierno del Sovnarkom, a finales de 1917 cuando, tras el ultimátum de Lenin a los dirigentes moderados bolcheviques para que abandonasen sus intentos de lograr un Gobierno de coalición con el resto de partidos socialistas más moderados, aquellos abandonaron el Gobierno (entre ellos, Kámenev, Zinóviev, Rýkov y Víktor Noguín).

## Coalición de gobierno

### Formación de la coalición
Finalmente ocho miembros del PSRI ingresaron en el Sovnarkom. Otros ingresaron asimismo en la Cheka —tras la disolución forzosa de la asamblea constituyente—, cuyas acciones lograron moderar en algunos casos. El acuerdo de gobierno se logró el 15 de noviembrejul./ 28 de noviembre de 1917greg., día en el que los consejos ejecutivos de las dos organizaciones de consejos se unificaron. Tres días más tarde, la Comisaría de Agricultura pasaba a manos del socialrrevolucionario de izquierdas Andréi Kolegáyev y se nombraban vicecomisarios del PSRI en otras carteras del Gobierno. Finalmente y tras nuevas y duras negociaciones, el PSRI lograba la Comisaría de Justicia para Isaac Steinberg (12 de diciembrejul./ 25 de diciembre de 1917greg.). Por su parte, Karelin obtuvo la vicecomisaría de Propiedad Estatal, Prosh Proshián la de Correos y Telégrafos, Trutovski la de Gobierno Local y Izmailóvich la de Palacios. Los bolcheviques, no obstante, mantenían las comisarías de mayor poder, las que controlaban las fuerzas armadas, las finanzas o la política exterior. A pesar de contar con siete comisarios y vicecomisarios frente a los once bolcheviques, el reparto de poder en el Gobierno era muy desfavorable al PSRI.
La inestable coalición sirvió para otorgar a los bolcheviques la apariencia de apoyo campesino, satisfacer al Vikzhel y contentar en parte a la oposición bolchevique. La alianza entre bolcheviques y socialrrevolucionarios de izquierda duró hasta mediados de marzo de 1918, cuando los segundos abandonaron el Gobierno en protesta por la firma del Tratado de Brest-Litovsk. La corta coalición, empero, resultó muy fructífera y la colaboración entre los dos partidos, especialmente en los sóviets locales, fue muy estrecha. Las principales diferencias entre ambos eran tácticas, no de principios: los dos compartían el ideal socialista y trabajaban en favor de la revolución mundial.

### Actitud hacia la Asamblea Constituyente y el III Congreso Panruso de los Soviets
A pesar de defender al principio la convocatoria de la Asamblea Constituyente Rusa, el número de sus delegados para la misma, elegidos una semana antes del primer congreso y en listas elaboradas antes de la escisión del PSR en septiembre, era escaso. En parte su escasa presencia en las listas del PSR se debió a la juventud y falta de experiencia de muchos de sus futuros miembros, que les hacía parecer candidatos poco idóneos para representar al partido. El PSRI deseaba aprobar amplios cambios políticos y sociales en la asamblea, pero no tenía intención de someterse a los procedimientos parlamentarios para lograr sus objetivos revolucionarios, al igual que sucedía con los bolcheviques. Incluso los más moderados de entre los dirigentes del PSRI solo estaban dispuestos a tolerar la existencia de la Asamblea siempre que no se opusiese al nuevo sistema de gobierno surgido de la Revolución de Octubre. Desde el punto de vista del partido, la Asamblea se debía limitar a poco más que refrendar el gobierno obrero y campesino creado en la revolución y en ningún caso se le permitiría oponerse al gobierno de coalición con los bolcheviques, quedando amenazada veladamente con la disolución, si esto sucedía. La confirmación de la debilidad de su delegación una vez que se produjo la escisión del PSR y la formación de la nueva agrupación acentuó la tendencia más extremista en el PSRI, favorable a la disolución de la Asamblea ante el menor signo de oposición al Gobierno. En vísperas de la apertura de las sesiones, el periódico del partido ya declaraba la Asamblea obsoleta y opuesta al poder soviético y anunciaba el rechazo del PSRI a entregarle el poder.
Su candidata para presidir la Asamblea, Mariya Spiridónova, apoyada también por los bolcheviques, resultó derrotada por el candidato de los delegados del PSR, Víctor Chernov por 244 votos a 153). Tras el rechazo de la Asamblea de la moción gubernamental (la «Declaración de los derechos de los pueblos trabajadores y explotados») que incluía la legislación aprobada hasta entonces por el Sovnarkom y limitaba su actividad a establecer las bases para una transformación socialista, los diputados bolcheviques y los del PSRI abandonaron la sesión —estos últimos poco después de la marcha de los primeros—. A pesar de las dudas de última hora de los comisarios del PSRI, la Asamblea fue disuelta al día siguiente (6 de enerojul./ 19 de enero de 1918greg.) por los bolcheviques que en las elecciones a la Asamblea quedaron segundos (168 delegados) tras el Partido Social-Revolucionario (PSR, 380 delegados). Tanto las bases del partido como sus delegados al inmediato III Congreso Panruso de los Soviets, aprobaron en general la acción. Para el PSRI, la Asamblea había perdido su función original debido a que las medidas que esperaban de ella ya las había promulgado antes de su convocatoria el Sovnarkom.
En este III Congreso de los Sóviets, que reunió por primera vez el de soldados y obreros con el de campesinos, el PSRI respaldó la postura bolchevique en contra de la del PSR y logró la derrota de las mociones de este para debatir la gestión de la tierra, pero quedó cada vez más dependiente del partido de Lenin y perdió su base de poder político al aprobar la unión de los soviets, pues la sección campesina quedó subordinada a la de obreros y soldados, controlada por los bolcheviques. A cambio de aceptar la unión de los congresos, los socialrrevolucionarios de izquierda habían logrado la aceptación bolchevique de la socialización de la tierra (en vez de la expropiación que proponían y luego llevarían a cabo los bolcheviques), que el nuevo congreso unificado aprobó por 376 votos de un total de 533.

### La política agraria y el reforzamiento del régimen soviético
En el campo, el PSRI tuvo un papel crucial en la extensión de la autoridad del nuevo Gobierno soviético a través de los sóviets de los vólost que los bolcheviques, débiles en el campo, no pudieron desempeñar. Asimismo, el partido supervisó la reforma agraria aprobada por el Gobierno a finales de 1917 y mantuvo el control tanto de la Comisaría de Agricultura como de la sección campesina del VTsIK —presidida por María Spiridónova—, encargada asimismo de cuestiones agrarias. Las reformas legales que avalaron los cambios en el campo aumentaron el apoyo al régimen soviético en el agro ruso y durante sus meses en el Gobierno el PSRI logró unir su programa populista con los deseos campesinos de tierra. Estas medidas concentraron los esfuerzos del partido una vez terminadas las disputas por la Asamblea Constituyente, disuelta por el Gobierno. Los populistas apoyaron además el resurgir de las comunas, a pesar de la oposición bolchevique. La nueva "Ley Fundamental de la Socialización de la Tierra" —que abolía la propiedad privada de la tierra, la entregaba a los que la trabajaban y favorecía las cooperativas—, promulgada el 27 de enerojul./ 9 de febrero de 1918greg., también era de inspiración populista (véase Decreto sobre la Tierra). Lenin la aceptó como inevitable. La ley produjo un gigantesco cambio en la propiedad de la tierra en la primavera de 1918, en general llevado a cabo de manera pacífica y ordenada. Aunque el resultado final no aumentó de manera notable la cantidad de tierra por labrador, supuso la satisfacción del antiguo deseo campesino de expulsar a los terratenientes y repartir la tierra. A comienzos de 1918, la principal fortaleza del régimen controlado por los bolcheviques se debía al respaldo campesino logrado por sus aliados socialrrevolucionarios, mientras que en las ciudades continuaba la oposición de las clases medias y surgía la desilusión obrera por la crisis alimentaria.

### Desacuerdos y ruptura con los bolcheviques

#### Terror
Junto con las diferencias sobre la propiedad de la tierra, la principal disensión entre los dos partidos aliados se debió al uso del terror como instrumento político —pero no de la represión de la oposición política, que ambos aprobaban—. Steinberg, como Comisario del pueblo de Justicia, se mostraba a favor de aplicar duras medidas contra la oposición, pero siempre de manera legal; Lenin, por el contrario, estaba dispuesto a emplear el terror estatal para consolidar la revolución. Contrario a la actividad de la Cheka, fundada cinco días antes del ingreso de Steinberg en el Gobierno, el PSRI decidió finalmente participar en el organismo para tratar de controlarlo. Steinberg trató de subordinarla al tribunal revolucionario, que se ocupaba de los casos relativos a la actividad contrarrevolucionaria. Los esfuerzos por controlar la actividad de la Cheka fracasaron, pues Lenin otorgó a la organización la potestad para informar a los Comisariados de las que dependía formalmente (Justicia e Interior) de sus acciones una vez llevadas a cabo, sin necesidad de permiso previo. En la práctica, la Cheka quedó subordinada únicamente del Sovnarkom, donde la mayoría bolchevique podía aprobar sus acciones sin que el PSRI pudiese impedirlo.
Tras la disolución de la Asamblea Constituyente con el beneplácito del PSRI, el Partido Bolchevique se avino a admitir finalmente a los socialrrevolucionarios de izquierda en la Cheka. Cuatro de ellos ingresaron en la junta de asesoramiento (collegium) del organismo, número que creció con el tiempo hasta casi igualar al de los bolcheviques, que contaban con ocho delegados en él. El socialrrevolucionario Piotr Aleksandróvich, lugarteniente de Feliks Dzerzhinski que obtuvo gran poder en la Cheka, logró imponer las votaciones por unanimidad en las troikas que juzgaban los casos más graves de actividad contrarrevolucionaria, lo que en la práctica otorgaba a los socialrrevolucionarios el veto sobre las condenas a muerte. Hasta la pérdida de control del organismo durante la revuelta de julio, el PSRI evitó así los ajusticiamientos de presos políticos, a diferencia de aquellos condenados por delitos comunes, cuya ejecución aprobó. Incluso tras el ingreso de sus correligionarios en la organización, Steinberg siguió tratando de subordinarla a su Comisariado y denunciando sus abusos.

#### Paz con los Imperios Centrales

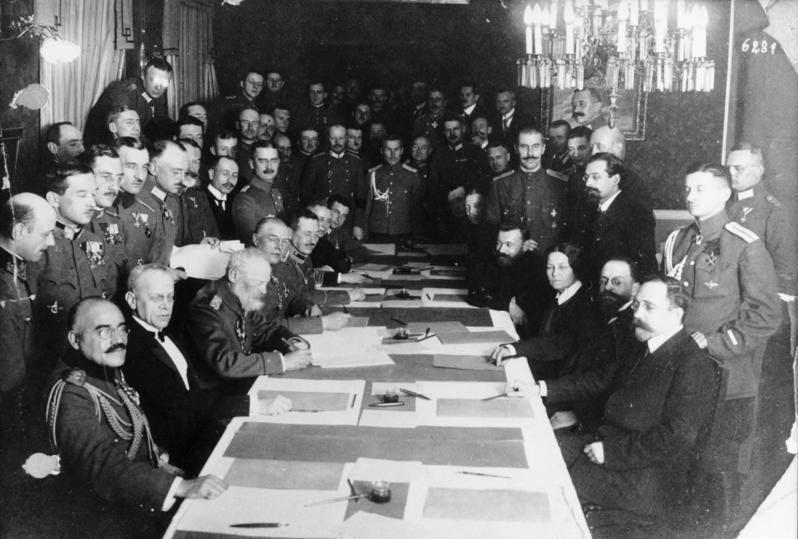
Negociaciones con los Imperios Centrales en Brest-Litovsk. La única mujer presente es Anastasiya Bitsenko, representante socialrrevolucionaria de izquierda en la delegación soviética. El PSRI se opuso a las condiciones impuestas por aquellos, rechazó el tratado de paz y se retiró por ello del Gobierno de coalición con los bolcheviques.

El desacuerdo principal con los bolcheviques surgió durante las negociaciones de paz con los Imperios Centrales que acabaron en el Tratado de Brest-Litovsk. Ninguno de los noventa y tres representantes del partido en el VTsIK votó a favor de la firma, aunque algunos no lo hicieron para mantener la cohesión del PSRI. Esta desavenencia llevó a la dimisión de los comisarios socialrrevolucionarios el 19 de marzo de 1918, durante el IV Congreso de los Soviets. Los socialrrevolucionarios rechazaron el tratado, pero su salida del gobierno no supuso una ruptura total con los bolcheviques ya que ambos partidos continuaron colaborando en otros consejos y en las comisarías. La dirección socialrrevolucionaria estaba, en realidad, muy dividida: casi la mitad del comité central se inclinaba por firmar la paz. La oposición del PSRI a las condiciones impuestas por los Imperios hizo que respaldasen la propuesta de Trotski de abandonar la contienda sin firmar la paz, que fracasó, después de haber defendido el enfrentamiento con los Imperios en una «guerra revolucionaria» antes que aceptar los términos exigidos por estos. Internacionalistas decididos, durante las conversaciones se habían mostrado convencidos de que la revolución se extendería por Europa y que representantes obreros de los Imperios tomarían las riendas de las negociaciones de paz. Sostenían que la firma de la paz era a la vez una traición a la revolución internacional y una claudicación a la burguesía, tanto nacional como extranjera.
Durante el IV Congreso de los Soviets, que comenzó el 15 de marzo, los representantes del PSRI se opusieron, en vano, a la ratificación del tratado de paz, defendida por la mayoría bolchevique encabezada por Lenin pero rechazada por una minoría, que recibió el nombre de «comunistas de izquierda». Tras la abrumadora ratificación del tratado, los representantes de los comunistas de izquierda —que se habían abstenido en la votación final— y los socialrrevolucionarios —que habían votado contra la ratificación— dimitieron del Gobierno (18 de marzo de 1918). La coalición de gobierno había durado poco más de dos meses.

### Apogeo
En la primavera su influencia creció, mientras el respaldo de los bolcheviques decrecía. Entre abril y junio, el partido creció de unos sesenta mil afiliados hasta los cien mil. Los socialrrevolucionarios rechazaban la dictadura del proletariado y abogaban por un gobierno controlado por las clases trabajadoras y los intelectuales. Su ley de socialización de la tierra les había granjeado un gran apoyo campesino y también contaban con respaldo entre los obreros de las ciudades. Tras su retirada del Gobierno, intensificaron las acciones de guerrilla en el Báltico y Ucrania contra las tropas ocupantes de los Imperios Centrales, a la vez que pergeñaban ataques terroristas contra altos funcionarios alemanes. El partido defendía un levantamiento popular, principalmente campesino, contra los invasores.
En el II Congreso del partido, celebrado entre el 17 y el 25 de abril en Moscú, Proshián describió el acercamiento entre el partido y los bolcheviques en algunos aspectos (aceptación del terror y la represión de la oposición, oposición a la asamblea constituyente, socialización de la tierra) hasta el alejamiento por la paz con los Imperios Centrales. La retirada del Sovnarkom no conllevaba, sin embargo, una ruptura total con los bolcheviques. El PSRI seguía participando en numerosos organismos gubernamentales, incluida la Cheka. Otros participantes, como el excomisario de Justicia, Isaac Steinberg, se mostraron mucho más críticos con los bolcheviques, especialmente con sus medidas represivas e ilegales. Aun así, destacados dirigentes defendieron la permanencia en el Sovnarkom, y algunos justificaron la firma bolchevique de la paz ante la falta de una alternativa militar viable y del hartazgo popular con el conflicto —especialmente en el campo, lo que limitó la capacidad de crítica de los socialrrevolucionarios a los bolcheviques en la Rusia rural—. Aquellos que consideraban que la retirada del Gobierno había sido un error y abogaban por retomar la labor gubernamental, mayoritarios en el comité central, no lograron convencer a los delegados del congreso, que ratificaron las acciones tomadas tras la aprobación del tratado del paz.
En mayo la relación entre bolcheviques y socialrrevolucionarios empeoró notablemente por las acciones de aquellos en política interior, lo que se unió a los desacuerdos sobre política exterior. La firma del tratado de paz, rechazada por el PSRI, la campaña de división del campesinado y de saqueo del campo para abastecer las ciudades, la toma del control definitivo de los sóviets por los bolcheviques con la expulsión de socialrrevolucionarios y mencheviques (14 de junio), la centralización económica y política, la creación de un Ejército profesional con oficiales zaristas, la restauración de la pena de muerte (21 de mayo) y la agudización del terror convirtieron al PSRI en enemigo implacable de los bolcheviques. La sustitución de los sóviets electos llevaba en su opinión a la burocratización y a una nueva tiranía. Condenaron también el fin del control obrero de las fábricas y la reaparición de los gerentes burgueses, que consideraban ponían en peligro la transformación socialista. Para el PSRI, las requisiciones de alimentos en el campo no solo no resolvían los problemas de abastecimiento de las ciudades, sino que ponían en peligro el sistema soviético de Gobierno. Aquellas debilitaban a los bolcheviques en el campo mientras reforzaban el respaldo rural a los socialrrevolucionarios de izquierda. Allí donde el partido se concentró en oponerse a las requisiciones y a los «comités de campesinos pobres» (kombedy), mantuvo generalmente el respaldo campesino, incluso tras la crisis de julio, a diferencia de donde se concentró en oponerse a la paz de Brest-Litovsk.

### El V Congreso de los Sóviets y el enfrentamiento

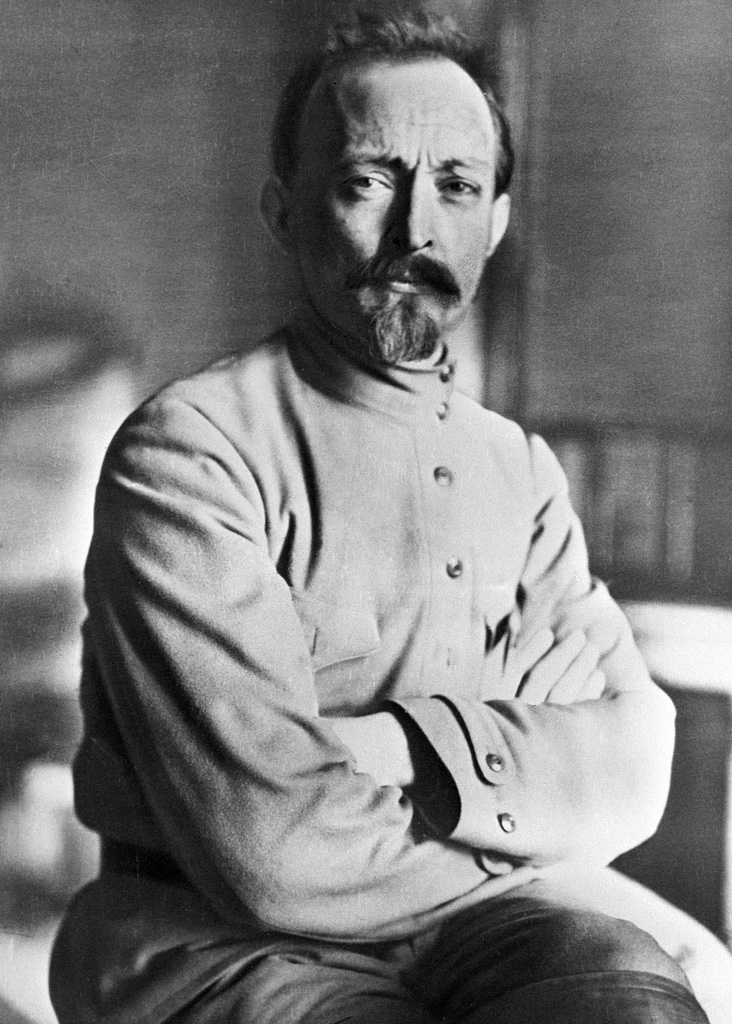
Félix Dzerzhinski, responsable de la Cheka, encargado de la detención de los responsables del asesinato del embajador alemán durante la revuelta socialrrevolucionaria y detenido temporalmente por estos en la sede de la Cheka en Moscú.

Aunque algunos sectores del partido reaccionaron a la represión en el campo exigiendo la separación de los sóviets de los diputados de campesinos de los de soldados y trabajadores, esperando que el partido pasase a controlar aquellos, el comité central prefirió presionar a los bolcheviques exigiendo la convocatoria de un nuevo congreso de los sóviets unificados, confiando en someter la política del Gobierno a dura crítica en el mismo, que Lenin concedió finalmente y que debía comenzar el 28 de junio. Los dirigentes del PSRI confiaban además en poder lograr el apoyo de la corriente bolchevique de los comunistas de izquierda, enemistados con Lenin por su cesión en Brest-Litovsk. El cisma en la dirección bolchevique, sin embargo, se había zanjado a finales de mes y el PSRI no pudo contar con el respaldo de los antiguos disidentes en su enfrentamiento con el Gobierno en el congreso.
Tratando de asegurarse una mayoría en el congreso, el 14 de junio Lenin ordenó la expulsión de los mencheviques y los socialrrevolucionarios del Comité Ejecutivo Central Panruso (VTsIK) para debilitar sus posibilidades de lograr delegados. A pesar de las estimaciones previas al congreso de que los socialrrevolucionarios de izquierda contarían finalmente casi con tantos delegados como los bolcheviques, estos enviaron los suficientes delegados con credenciales sospechosas como para asegurarse una amplia mayoría en el congreso, lo que eliminó las esperanzas de aquellos de modificar la política del Gobierno gracias al congreso. El PSRI contó únicamente con alrededor de un tercio de los delegados. Esta desilusión, la sensación de peligro de los dirigentes del partido y el convencimiento de que el asesinato del embajador alemán mediante un acto terrorista en la tradición socialrrevolucionaria llevaría a una reanudación de las hostilidades con el imperio condujeron a la precipitada decisión de llevar a cabo el homicidio.
En este ambiente tuvo lugar el III Congreso del partido, entre el 28 de junio y el 1 de julio, un congreso que mostró mayor unidad en el partido y una cierta euforia por su crecimiento —el número de afiliados se había triplicado en apenas tres meses— y en el que se puso de manifiesto una mayor hostilidad a los Imperios Centrales y a mantener la paz con estos. Spiridónova planteó la provocación de la invasión del país para causar levantamientos como los que estaban teniendo lugar en Ucrania, posición que rechazaron otros delegados, poco convencidos de la disposición de la población a un alzamiento contra los ocupantes. La oposición a mantener el tratado, empero, era mayoritaria entre los delegados y el comité central había sopesado el 24 de junio el llevar a cabo acciones terroristas contra los representantes alemanes.
En esta tensa atmósfera comenzó el V Congreso de los Soviets el 4 de julio. El 6 de julio, unos socialrrevolucionarios asesinaron al embajador alemán, conde Mirbach, por orden del comité central del PSRI. Al comienzo los bolcheviques reaccionaron con incredulidad, dudando de la autoría del crimen. El propio Félix Dzerzhinski, enviado a la sede de la Cheka moscovita en busca de los asesinos, fue detenido por el comité central del PSRI, reunido allí, cuando creía que los socialrrevolucionarios no estaban implicados. La intención del partido no era, sin embargo, tomar el poder y derrocar a los bolcheviques, sino forzar su enfrentamiento con Alemania, destruyendo los resultados de Brest-Litovsk. Temeroso de la reacción alemana, Lenin declaró, por el contrario, que el asesinato era parte de un intento del PSRI de acabar con el gobierno de los soviets y ordenó el aplastamiento de la supuesta revuelta.
Inmediatamente comenzaron las medidas militares para acabar con los centros en poder de los socialrrevolucionarios, cuyos delegados al V Congreso fueron detenidos en el Teatro Bolshói esa misma tarde. El comité central no había comunicado a los cientos de delegados su intención de asesinar al representante alemán y estos fueron arrestados desconociendo lo que había sucedido. Inmediatamente se denunció al partido como contrarrevolucionario y decidido a llevar al país a la guerra con Alemania, y se llamó a la población a las armas contra él. Los intentos de tomar los centros en manos del PSRI en Moscú, sin embargo, no pudieron comenzar de firme la noche del 6 por falta de tropas, y empezaron finalmente a mediodía del día siguiente, con uso de artillería contra la sede de la Cheka. El bombardeo hizo que las tropas socialrrevolucionarias y el comité central abandonasen el edificio, donde quedó abandonado Dzerzhinski. El núcleo principal de las tropas probolcheviques eran las unidades letonas acantonadas en la capital.

## Represión y decadencia
El asesinato desencadenó la inmediata y dura represión de la formación política; varios cientos de sus miembros fueron detenidos y algunos ejecutados, aunque muchos de su dirigentes lograron escapar. Spiridónova, detenida cuando acudió al Bolshói para explicar las acciones decididas por el comité central a sus delegados, permaneció encerrada en el Kremlin hasta finales de noviembre. Se clausuraron los dos diarios del partido, Znamia trudá (Estandarte del trabajo) y Golos trudovogo krestianstva (La voz del campesinado trabajador) al día siguiente de la muerte de Mirbach. El 9 de julio, el V Congreso de los Soviets reanudó sus sesiones, ya sin los delegados socialrrevolucionarios; condenó sus acciones como un intento de tomar el poder, respaldó las acciones represivas del Gobierno y ordenó la expulsión de los soviets de los miembros del PSRI que no rechazasen las acciones de su comité central. El comité central, que no había informado adecuadamente a sus agrupaciones del cambio de estrategia y las posibles consecuencias del uso del terrorismo, las dejó mal preparadas para afrontar sus consecuencias. Lenin aprovechó la oportunidad para deshacerse del PSRI como rival político. En Petrogrado, tras cortos pero duros combates, las sedes de los socialrrevolucionarios fueron tomadas; se liberó poco a poco a los arrestados en las mismas, tras no encontrarse ninguna conexión con los sucesos en Moscú a pesar del temor inicial de los bolcheviques. En la cercana base naval de Kronstadt, donde la influencia del PSRI era grande, los bolcheviques tomaron el control político por la fuerza creando un «comité revolucionario» que apartó al sóviet y en la práctica excluyó a los socialrrevolucionarios de las siguientes elecciones a este.
La expulsión del PSRI del Comité Ejecutivo Central hizo que las escasas sesiones del órgano que siguieron al V Congreso tuviesen un carácter ceremonial, habiendo quedado excluida de ellas toda oposición a los bolcheviques. Durante el mes de julio, los bolcheviques disolvieron por la fuerza los soviets en los que el PSRI contaba con mayoría, mientras expulsaban a los socialrrevolucionarios allí donde eran minoritarios y no accedían a rechazar las acciones de su comité central. El partido se unió a los demás colectivos socialistas moderados, liberales y conservadores perseguidos por el Gobierno; el fin de la alianza entre bolcheviques y socialrrevolucionarios de izquierda supuso el acontecimiento definitivo en el establecimiento de un sistema monopartidista en Rusia. Los intentos del debilitado partido de mantener su oposición al Gobierno resultaron vanos y muchos de sus miembros acabaron por ingresar en el partido de Lenin. Ya en agosto, comenzaron a surgir escisiones de la formación; una de ellas, la de los Comunistas Populares, acabó uniéndose a los bolcheviques en noviembre. Los Comunistas Revolucionarios (entre los que se contaban Mark Natansón y Andréi Kolegáiev), siguieron respaldando al Gobierno de Lenin e ingresaron en su partido en 1920.
En el IV Congreso del Partido, el último de la formación, celebrado entre el 2 y el 7 de octubre de 1918, el PSRI afirmó que el asesinato del embajador alemán había sido una medida favorable a la revolución mundial, a pesar de que puso fin a su alianza con los bolcheviques y condujo a la represión del partido. El empeño del partido por concentrarse en oponerse al tratado de paz, un asunto de interés secundario para la mayoría de la población en un momento de gran descontento urbano y rural con el Gobierno bolchevique, privó al PSRI del gran respaldo con el que había contado en la primavera y comienzos del verano. La persecución gubernamental del PSRI produjo en pocos meses el desbaratamiento de su frágil organización. El sentido general de las intervenciones en el último congreso fue de abatimiento, a diferencia de las del anterior. El partido se mostraba en crisis, tanto por la persecución del Gobierno como por las divisiones internas y evidenciaba su débil organización. Opuesto originalmente a los comités de campesinos pobres creados por decreto el 11 de junio para ayudar a las tareas de requisición de alimentos y atizar la lucha de clases en el campo, el PSRI en su último congreso se mostró más ambiguo debido al nuevo decreto de Lenin del 18 de agosto en el que se aclaraba que los comités no debían enfrentarse más que a los campesinos acomodados y no a los campesinos medios. Aunque las consecuencias prácticas de este decreto fueron escasísimas, la tolerancia del congreso del PSRI con los comités, rechazados en general en el campo, acabó por arruinar la fuerza del partido en la Rusia rural. Muchos de sus miembros acabaron por ingresar en el partido bolchevique.
Algunos miembros del comité central fueron juzgados y condenados a penas leves (entre uno y tres años de prisión) el 27 de noviembre; algunos de ellos como Spiridónova recibieron pocos días después el indulto. La corriente más radical del partido en torno a Kamkov e Irina Kajóvskaya formó un grupo terrorista clandestino que llevó a cabo el asesinato del comandante alemán en Ucrania, Hermann von Eichhorn y otras acciones menores, desbaratadas por las autoridades. La corriente favorable a Spiridónova abogó en diciembre por un alzamiento campesino contra los bolcheviques, la abolición del Sovnarkom y el traspaso del poder gubernamental a un VTsIK elegido democráticamente, el fin de la Cheka, de los comités de campesinos pobres y de las requisiciones en el campo. A comienzos de 1919, algunos de los dirigentes fueron arrestados de nuevo; en 1920 parte del partido pudo volver a publicar hasta mayo de 1921. Se alternaron periodos de relativa tolerancia con otros más habituales de persecución por la Cheka y de actividad clandestina. Su relativa influencia entre los obreros y campesinos y en Ucrania en 1919 no pusieron en peligro al Gobierno. En octubre de 1919 y nuevamente en mayo de 1920 (tras otra breve legalización), el PSRI defendió el fin de los enfrentamientos con el Gobierno ante la amenaza contrarrevolucionaria de los Ejércitos Blancos. Con la victoria gubernamental sobre estos, los socialrrevolucionarios retomaron a finales de 1920 sus actividades de oposición. Los restos del partido fueron eliminados por los arrestos llevados a cabo por la insurrección de Kronstadt, que el partido había apoyado. Sobrevivió de manera residual hasta 1923-1924. Los dirigentes que sobrevivieron a esta etapa, bien en prisión o en exilio interior, cayeron víctimas de la Gran Purga a finales de la década de 1930 (se fusiló a Algásov, Kamkov o Karelin en 1938, mientras que Spiridónova fue ejecutada en 1941).